# Places i diades castelleres

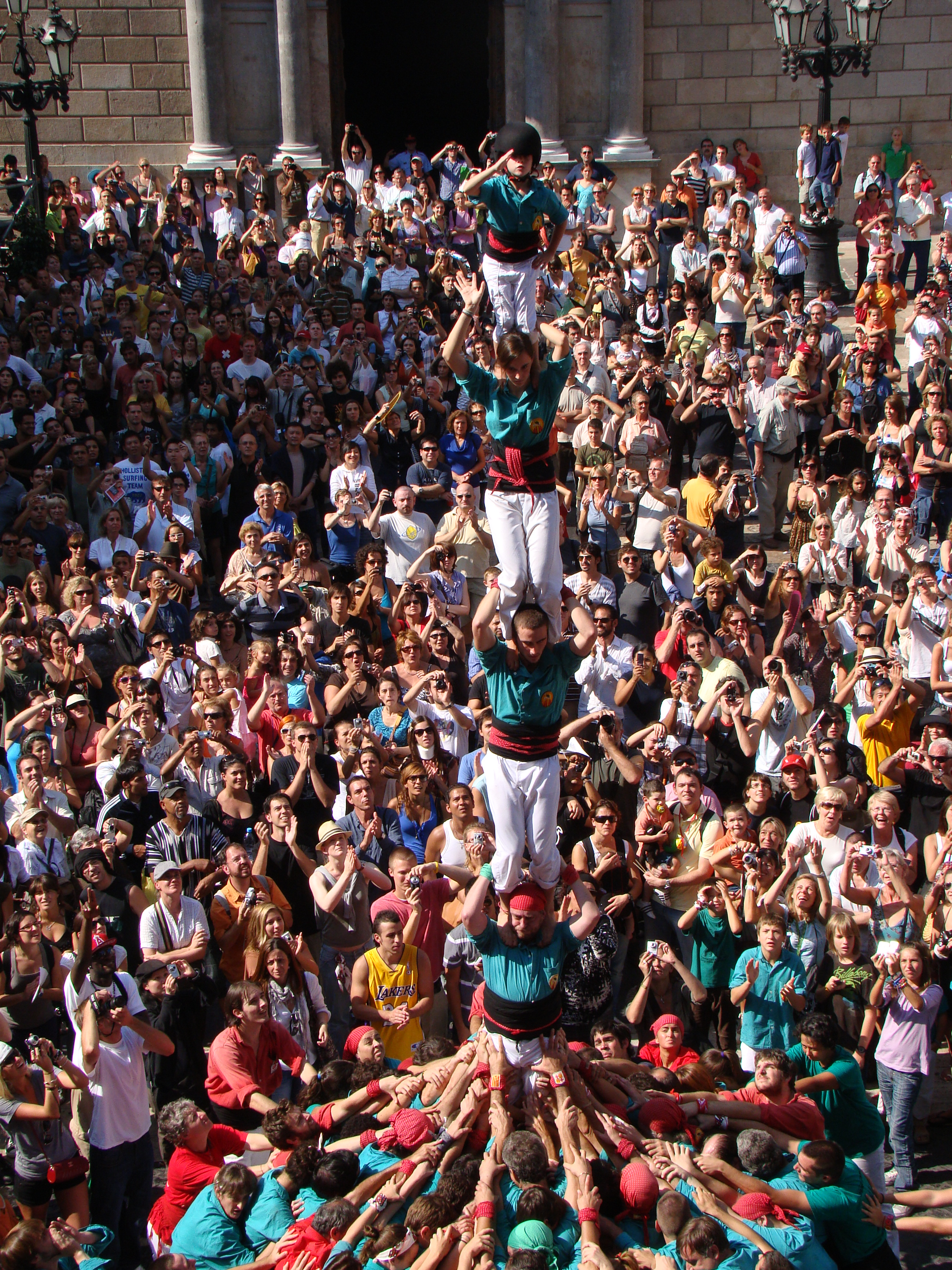
Diada castellera de la Mercè del 2009. Pilar de 5 dels Castellers de la Sagrada Família.

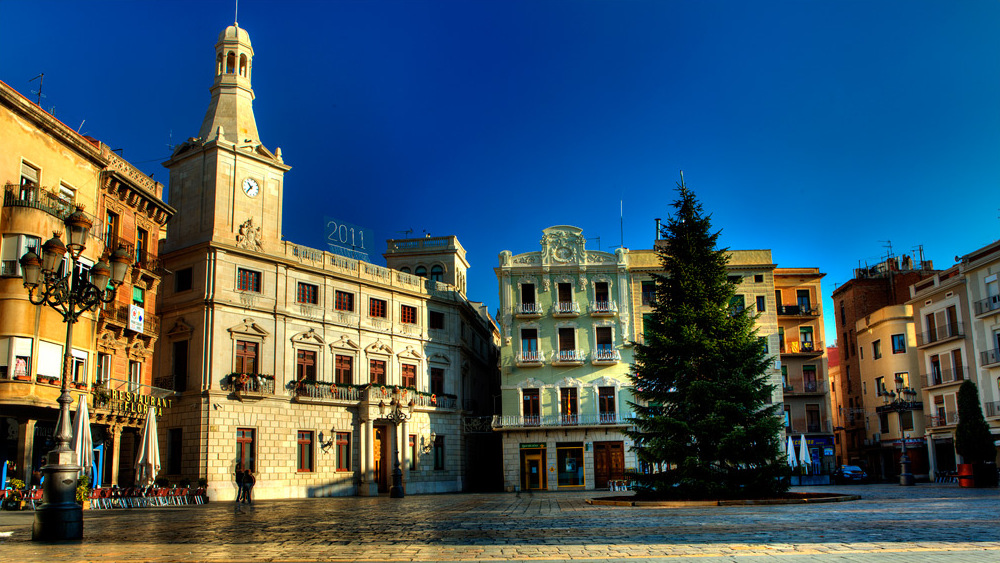
Plaça del Mercadal de Reus.

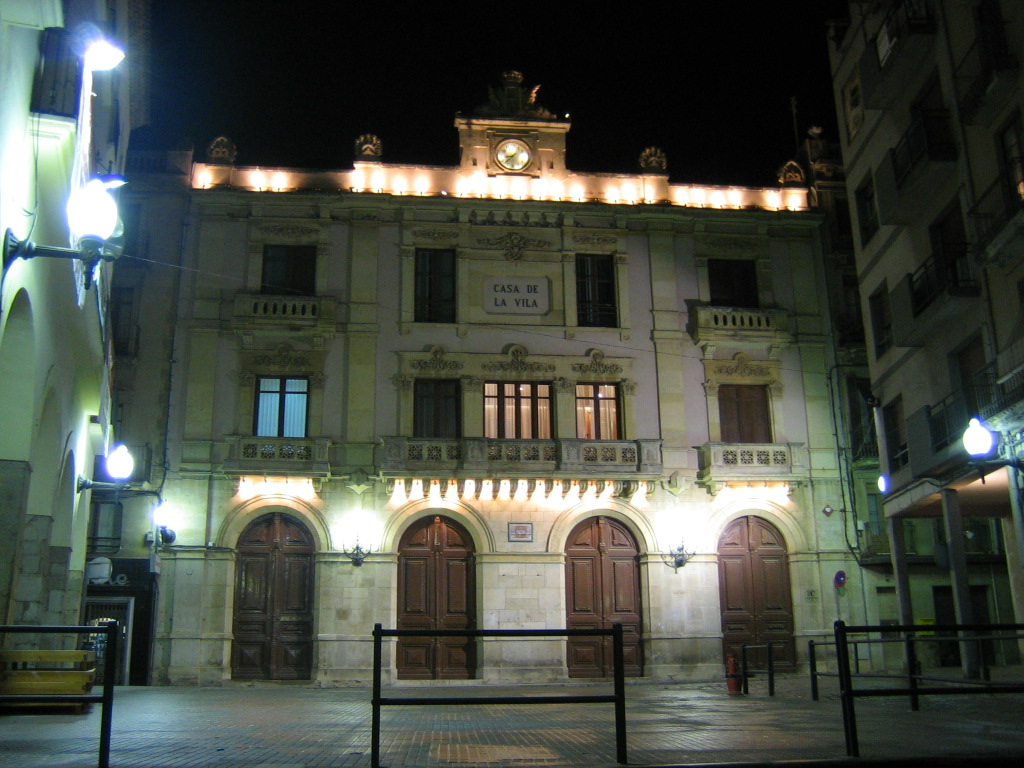
La plaça del Blat de Valls tradicionalment ha estat reservada a les dues colles històriques de Xiquets de Valls i només s'hi deixa actuar altres colles durant les Festes Decennals de la Mare de Déu de la Candela.

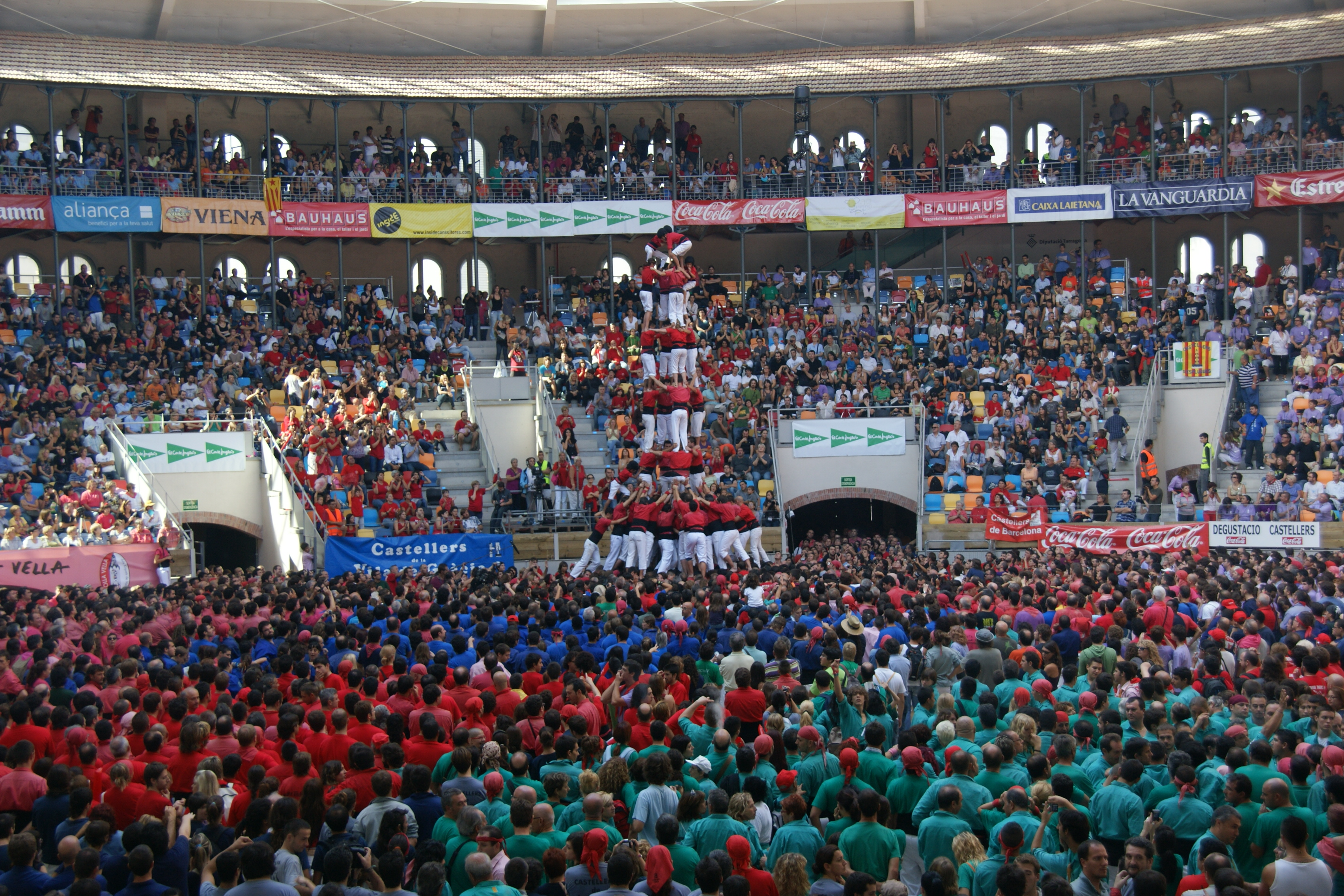
El concurs de castells de Tarragona és l'única diada en què hi ha unes normes escrites, una puntuació i una classificació final. 4 de 9 amb folre de la Colla Joves Xiquets de Valls en el XXIII Concurs de castells de Tarragona (2010).

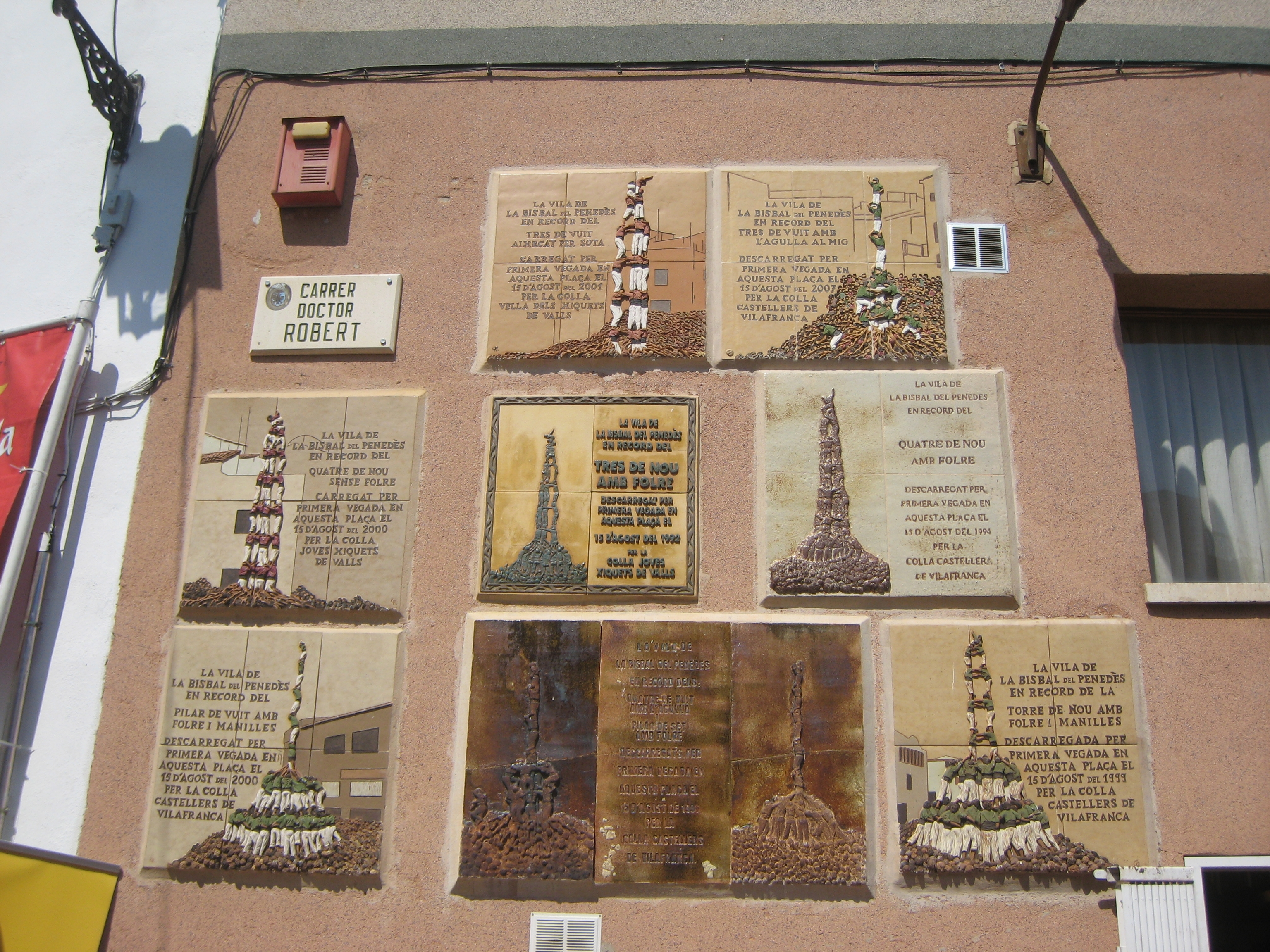
Plaques commemoratives de fites castelleres a la plaça de Sant Jordi de la Bisbal del Penedès.

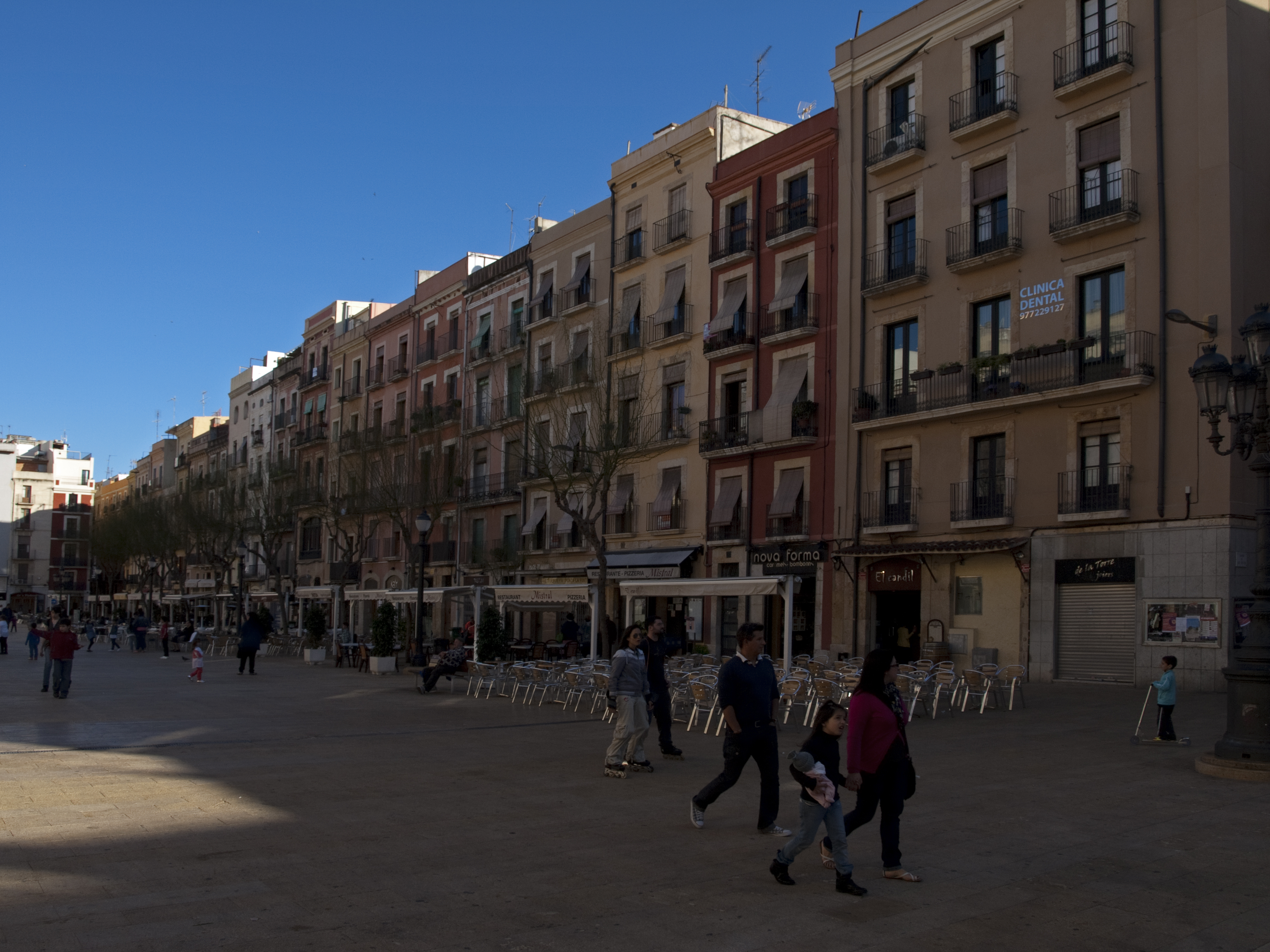
Plaça de la Font de Tarragona, davant de l'Ajuntament. S'hi celebren les diades de Sant Joan, diumenge abans de Festes (últim diumenge abans del 23 de setembre) i Santa Tecla, i és el final del trajecte del Pilar caminant. Hi actuen les 4 colles de la ciutat i les dues altres millors colles del país.

S'anomena diada castellera a una actuació d'una o més colles castelleres davant la presència de públic espectador. Una diada castellera sol convocar-se a la plaça o carrer més important o emblemàtic del poble o ciutat on s'organitza l'actuació, habitualment on hi té la seu l'ajuntament. Aquesta plaça o carrer rep el sobrenom de plaça castellera.
Reben el qualificatiu de genèric de "places castelleres" aquelles places i carrers amb forta tradició de celebració d'actuacions castelleres, normalment amb diades anuals. Solen ser qualificades segons la màxima construcció que hi ha esdevingut. Així tenim places de 10 (que han vist castells de deu pisos), places de 9, places de 8, places de 7 i places de 6.
En línies generals, a una diada castellera hi participa la colla local, si n'hi ha, i diverses colles foranes convidades a l'actuació. De vegades es fa una cercavila durant el matí per presentar les colles participants. Per sorteig es determina la posició de cada colla a la plaça i l'ordre d'actuació d'aquestes. És habitual que l'entrada a plaça també es faci amb un pilar caminant fins a la zona d'actuació. Cada colla disposa de tres rondes per fer castells més una quarta per a fer pilars. Amb els pilars es dona per acabada la diada.
Moltes d'aquestes places i diades han estat enregistrades durant el 2016 per l'empresa Lavina Spurna Visua per tal de realitzar els audiovisuals del futur Museu Casteller de Catalunya que s'està alçant a Valls. La tria d'aquestes places i diades la va realitzar la Taula de Localitzacions, integrada per quinze especialistes del món casteller procedents de diferents localitats.

## Llista de places i diades castelleres
La taula següent mostra el nom, la ubicació, la colla o colles locals, les diades que hi tenen lloc i les coordenades de les places castelleres més importants ordenada alfabèticament per població:
| Plaça castellera                                          | Població                     | Comarca                   | Colla local | Diada/es castellera/es | Coordenades                                                  |
| --------------------------------------------------------- | ---------------------------- | ------------------------- | --- | --- | ------------------------------------------------------------ |
| Plaça Nova                                                | Alcover                      | Alt Camp                  | Xiquets de la Vila d'Alcover Xiquets d'Alcover | Diada dels Xiquets d'Alcover (mitjans d'octubre) |                                                              |
| Plaça del Mirador                                         | Castellar del Vallès         | Vallès Occidental         | Castellers de Castellar | - Diada de Festa Major (11 de setembre) - Diada dels Tres Tombs - Sant Antoni Abat (entre febrer i abril) - Bateig de la colla (27 d'abril del 2014) |                                                              |
| Plaça del Pou                                             | Altafulla                    | Tarragonès                | Castellers d'Altafulla | Sant Martí (mitjans de novembre) |                                                              |
| Plaça de la Font                                          | Bao                          | Rosselló (Catalunya Nord) | Castellers del Riberal | |                                                              |
| Plaça de Sant Jaume                                       | Barcelona                    | Barcelonès                | Castellers de Barcelona Castellers de Sants Castellers de la Vila de Gràcia Castellers de la Sagrada Família Castellers del Poble Sec Colla Castellera Jove de Barcelona Castellers de Sarrià Colla Castellera de l'Esquerra de l'Eixample | Festa Major de Santa Eulàlia (12 de febrer) Aniversari dels Castellers de Barcelona (principis de juny) La Mercè (24 de setembre) | 41° 22′ 57″ N, 02° 10′ 37″ E / 41.38250°N,2.17694°E          |
| Plaça de Bonet i Muixí                                    | Barcelona                    | Barcelonès                | Castellers de Sants | Festes de Sants (finals d'agost) | 41° 22′ 27.81″ N, 2° 8′ 11.33″ E / 41.3743917°N,2.1364806°E  |
| Plaça Comas                                               | Barcelona                    | Barcelonès                | Castellers de Barcelona Castellers de Sants | Festa Major de Les Corts (principis d'octubre) |                                                              |
| Plaça Comercial                                           | Barcelona                    | Barcelonès                | Castellers de Barcelona Colla Castellera Jove de Barcelona | Festa Major del Casc Antic (finals de juny) Diada del 1714 (11 de setembre) |                                                              |
| Plaça del Consell de la Vila                              | Barcelona                    | Barcelonès                | Castellers de Sarrià | Festa Major de Sarrià (principis d'octubre) |                                                              |
| Plaça Major de Nou Barris                                 | Barcelona                    | Barcelonès                | Castellers de Barcelona | Festa Major de Nou Barris (finals de maig) |                                                              |
| Plaça d'Osca                                              | Barcelona                    | Barcelonès                | Castellers de Sants | Diada dels Castellers de Sants (octubre) |                                                              |
| Plaça Valentí Almirall                                    | Barcelona                    | Barcelonès                | Castellers de Barcelona | Festa Major del Clot (principis de novembre) |                                                              |
| Plaça de la Vila de Gràcia                                | Barcelona                    | Barcelonès                | Castellers de la Vila de Gràcia | Festa Major de Gràcia (mitjans d'agost) | 41° 24′ 01″ N, 02° 09′ 27″ E / 41.40028°N,2.15750°E          |
| Plaça de l'Església                                       | Castelldefels                | Baix Llobregat            | Castellers de Castelldefels | Festa Major (mitjans d'agost) |                                                              |
| Plaça de l'Església                                       | Cornellà de Llobregat        | Baix Llobregat            | Castellers de Cornellà | Festa Major de Corpus (mitjans de juny) |                                                              |
| Plaça de la Vila                                          | El Catllar                   | Tarragonès                | | Festa Major (2a meitat d'agost) |                                                              |
| Plaça de la Vila                                          | El Prat de Llobregat         | Baix Llobregat            | Castellers del Prat de Llobregat | Festa Major (finals de setembre) |                                                              |
| Plaça Vella                                               | El Vendrell                  | Baix Penedès              | Nens del Vendrell | Santa Teresa (mitjans d'octubre) |                                                              |
| Plaça de l'Ajuntament                                     | Figueres                     | Alt Empordà               | Colla Castellera de Figueres | Fires i Festes de la Santa Creu (volts del 3 de maig) |                                                              |
| Plaça del Vi                                              | Girona                       | Gironès                   | Marrecs de Salt | Diada de Sant Narcís (finals d'octubre) | 41° 58′ 58″ N, 02° 49′ 28″ E / 41.98278°N,2.82444°E          |
| Plaça de la Porxada                                       | Granollers                   | Vallès Oriental           | Xics de Granollers | Fires de l'Ascensió (juny) Festa Major (agost) Diada dels Xics (novembre) |                                                              |
| Plaça Major                                               | Guissona                     | Segarra                   | Margeners de Guissona | Festa Major (principis de setembre) |                                                              |
| Plaça de l'Ajuntament                                     | Igualada                     | Anoia                     | Moixiganguers d'Igualada | Festa Major (tercera setmana d'agost, Sant Bartomeu) |                                                              |
| Plaça de Sant Jordi (la primera plaça sense colla pròpia) | La Bisbal del Penedès        | Baix Penedès              | — | Mare de Déu d'Agost (15 d'agost) |                                                              |
| Carrer Major                                              | L'Arboç                      | Baix Penedès              | Minyons de l'Arboç | Festa Major (4t diumenge d'agost) |                                                              |
| Plaça de la Paeria                                        | Lleida                       | Segrià                    | Castellers de Lleida | Festes de tardor (mitjans de setembre) |                                                              |
| Plaça de Santa Anna                                       | Mataró                       | Maresme                   | Capgrossos de Mataró | Diada de Les Santes (darrer diumenge de juliol) Diada dels Capgrossos (principis de novembre) | 41° 32′ 16″ N, 02° 26′ 41″ E / 41.53778°N,2.44472°E          |
| Plaça de Santa Maria                                      | Mataró                       | Maresme                   | Capgrossos de Mataró | Aniversari dels Capgrossos (primer diumenge de juny) | 41° 32′ 27″ N, 02° 26′ 47″ E / 41.54083°N,2.44639°E          |
| Plaça Major                                               | Montblanc                    | Conca de Barberà          | Torraires de Montblanc | Festa Major (11 de setembre) |                                                              |
| Plaça del Rector Ferrer                                   | Olot                         | Garrotxa                  | Xerrics d'Olot | Festes del Tura (volts del 8 de setembre) Diada dels Xerrics (mitjans d'octubre) |                                                              |
| Plaça de Cort                                             | Palma                        | Mallorca                  | Castellers de Mallorca | | 39° 34′ 10.28″ N, 2° 39′ 0.08″ E / 39.5695222°N,2.6500222°E  |
| Plaça del Mercadal                                        | Reus                         | Baix Camp                 | Ganxets de Reus Xiquets de Reus | Sant Pere (29 de juny) La Misericòrdia (25 de setembre) |                                                              |
| Plaça de la Creu Alta                                     | Sabadell                     | Vallès Occidental         | Castellers de Sabadell | Festa Major de la Creu Alta (finals de maig) |                                                              |
| Plaça de Sant Roc                                         | Sabadell                     | Vallès Occidental         | Castellers de Sabadell | Festa Major (primers de setembre) Diada dels Saballuts (finals d'octubre) |                                                              |
| Plaça Lluís Companys                                      | Salt                         | Gironès                   | Marrecs de Salt | Diada de Sant Jaume (finals de juliol) | 41° 58′ 29.15″ N, 2° 47′ 33.72″ E / 41.9747639°N,2.7927000°E |
| Plaça d'Octavià                                           | Sant Cugat del Vallès        | Vallès Occidental         | Castellers de Sant Cugat | Diada de Sant Ponç (mitjans de maig) Festa Major de Sant Pere (finals de juny) |                                                              |
| Plaça de Pau Casals                                       | Santa Margarida i els Monjos | Alt Penedès               | — | Festa Major dels Monjos (mitjans de juliol) |                                                              |
| Cap de la Vila                                            | Sitges                       | Garraf                    | Colla Jove de Castellers de Sitges | Santa Tecla (finals de setembre) Diada de la Colla Jove de Castellers de Sitges (finals d'octubre) |                                                              |
| Plaça de l'Ajuntament                                     | Sitges                       | Garraf                    | Castellers de Sitges Colla Jove de Castellers de Sitges | Sant Bartomeu (finals d'agost) |                                                              |
| Plaça del Castell                                         | Solsona                      | Solsonès                  | Castellers de Solsona | |                                                              |
| Plaça de la Font                                          | Tarragona                    | Tarragonès                | Xiquets de Tarragona Colla Jove Xiquets de Tarragona Xiquets del Serrallo Colla Castellera de Sant Pere i Sant Pau | Diada de Sant Joan (24 de juny) Diada del primer diumenge de les Festes de Santa Tecla Diada de Santa Tecla (23 de setembre) | 41° 07′ 01.54″ N, 1° 15′ 18.78″ E / 41.1170944°N,1.2552167°E |
| Plaça de les Cols                                         | Tarragona                    | Tarragonès                | Xiquets de Tarragona Colla Jove Xiquets de Tarragona Xiquets del Serrallo Colla Castellera de Sant Pere i Sant Pau | Sant Magí (19 d'agost) Diada de la Mercè (24 de setembre) | 41° 07′ 06″ N, 1° 15′ 27″ E / 41.11833°N,1.25750°E           |
| Rambla Nova                                               | Tarragona                    | Tarragonès                | Xiquets de Tarragona Colla Jove Xiquets de Tarragona Xiquets del Serrallo Colla Castellera de Sant Pere i Sant Pau | Diada Nacional de Catalunya (11 de setembre) | 41° 06′ 57.97″ N, 1° 15′ 6.41″ E / 41.1161028°N,1.2517806°E  |
| Tarraco Arena Plaça                                       | Tarragona                    | Tarragonès                | — | Concurs de castells de Tarragona (primers d'octubre els anys parells) | 41° 06′ 52″ N, 1° 14′ 43″ E / 41.114539°N,1.24537°E          |
| Raval de Montserrat                                       | Terrassa                     | Vallès Occidental         | Minyons de Terrassa Castellers de Terrassa | Fira Modernista (2n cap de setmana de Maig) Diada del Patrimoni (Finals de Maig) Vigília de Festa Major (dia abans de la diada de la Festa Major) Diada de la Festa Major de Terrassa (primer diumenge després de Sant Pere) Diada en record a l'Emili Miró (principis de setembre) Diada de la Nova Atenes (Principis d'octubre cada 2 anys) Diada dels Castellers de Terrassa (principis de novembre) Diada dels Minyons de Terrassa (finals de novembre) |                                                              |
| Plaça de la Vila                                          | Torredembarra                | Tarragonès                | Nois de la Torre | Festa Major (mitjans juliol) Santa Rosalia (inicis de setembre) |                                                              |
| Plaça del Blat                                            | Valls                        | Alt Camp                  | Colla Joves Xiquets de Valls Colla Vella dels Xiquets de Valls | Vígilia de Sant Joan (23 de juny) Diada de Sant Joan (24 de juny) Firagost (primer dimecres agost) Diada Nacional (10 de setembre) Diada de Santa Úrsula (21 d'octubre) | 41° 17′ 03″ N, 1° 14′ 52″ E / 41.2841°N,1.24774°E            |
| Plaça Major                                               | Vic                          | Osona                     | Sagals d'Osona | Festa Major |                                                              |
| Plaça de la Vila                                          | Vilafranca del Penedès       | Alt Penedès               | Castellers de Vilafranca Xicots de Vilafranca Colla Jove Xiquets de Vilafranca | Diada de les Fires de Maig (mitjans de maig) Diada de Vigília (29 d'agost) Diada de Sant Fèlix (30 d'agost) Diada de Sant Ramon (31 d'agost) Diada del Roser (finals d'octubre) Diada de Tots Sants (1 de novembre) |                                                              |
| Plaça de la Vila                                          | Vilanova i la Geltrú         | Garraf                    | Bordegassos de Vilanova | Diada de Sant Jordi (23 d'abril) Diada de les Neus (dissabte anterior al 5 d'agost) |                                                              |
| Plaça dels Arbres                                         | Vila-rodona                  | Alt Camp                  | Colla Joves Xiquets de Valls Colla Vella dels Xiquets de Valls | Fires de Vila-rodona (primers de novembre) |                                                              |